# Topolyai SC
A Topolyai Sport Club vagy TSC (szerbül: ФК ТСЦ) vajdasági labdarúgó-egyesület Topolyán. Jelenleg a szerb labdarúgó-bajnokság első osztályában szerepel.

## A csapat története
A településen az első labdarúgóklubot 1912-ben alapították, amely a működését 1913-tól kezdte meg TSC (Topolyai Sport Club) néven. Az alapítók egyike volt többek között Beer Károly, akinek a nevéhez fűződik a topolyai labdarúgás alapjának letétele. Ő volt az, aki az "első labdát" a városba hozta, illetve a kezdeti években pénzelte az egyesületet. 1920-ig az egyesület Magyarország alsóbb osztályaiban versenyzett, majd miután Bácska átkerült a Szerb Horvát Szlovén Királyságba, 1941-ig a délszlávok államának bajnokságában szerepelt. Ebben az időben az államvezetés JAK (Jugoslovenski Atletski Klub) névre keresztelte át. A jelenlegi stadiont 1930-ban kezdték el építeni, majd később néhányszor még felújították. A második világháborúban Bácska visszakerült Magyarországhoz, így a Magyar Nemzeti Bajnokság déli területi alsóbb osztályaiban indult, és egy hetedik helyezést is elért az adott NB II csoportjában.
A második világháború után megint Jugoszláviában szerepelt, ezúttal Egység (szerbül: Eđšeg) néven, majd 1951-ben újra névmódosításra került a sor, és a város nevét vette fel a csapat. Az elkövetkező évek során a klub főleg a harmadosztályban és a negyedosztályban szerepelt. 1974-ben FK AIK-ra módosult a csapat neve. Ebben az időben sikerült elérni a klub történetének legnagyobb sikereit, a hetvenes évek végén zsinórban háromszor dobogós helyezést ért el a harmadosztályban, 1980-ban a csapat feljutott a Jugoszláv Második Labdarúgó Ligába, amelyben 1985-ig négy szezont, majd kiesése után a harmadosztályt újra megnyerve még egy idényt töltött. Ezek után kétszer második helyezett lett a harmadosztályban, hajszálnyira lemaradva az újbóli feljutástól. Ebben az időben a csapat olyan együttesekkel játszott, amelyek később a szerb, a horvát, a bosnyák és a szlovén első osztály meghatározó csapatai lettek, mint például a Spartak Szabadka, OFK Beograd, Radnički Niš, NK Zagreb, NK Osijek, Velež Mostar, Obilić Beograd. Ebben az időszakban a csapatot helyi, topolyaiak és az elsőosztályú csapatokat megjárt nevesebb játékosok alkották. Kiemelkedő alakja volt a csapatnak az akkori csapatkapitány Ország Miklós, aki megfordult a FK Crvena Zvezdában is. Meg kell említeni az 1951-es és az 1991/92-es országos kupaszezont is, melyekben a legjobb 16 közé jutott jutott, előbbiben az akkori első osztályú szabadkai Spartakot ejtette ki idegenben, utóbbiban többek között az akkori szintén első osztályú FK Napredak Kruševac csapatát.
2003-ban a pénzügyi nehézségek miatt az csapat csaknem megszűnt, a felnőtt csapat két évig nem indult a bajnokságban, csak az ifjúsági csapat versengett. 2005-ben fuzionált az FK Bajsával, és felvette a város nevét, FK Topolya (szerbül FK Bačka Topola) néven szerepelt sikeresen a negyedosztályban. Azt 2007-ben megnyerte, de a harmadosztályú indulási joggal akkor még nem élt, és később, 2011-ben harcolta ki, de két idény után onnan kiesett. 2013 őszén, megalakulásának centenáriumában felvette az eredeti nevet, a Topolyai Sport Clubot. A csapatot többnyire környékbeliek alkotják, fiatalok és tapasztalt, egykori élvonalbeli játékosok.
A 2018–2019-es szezonban története legnagyobb sikerét érte el a a klub, miután megnyerte a Prva Liga-t és feljutott az első osztályba. A csapat történelmet írt az első osztályban is miután az első tíz mérkőzésből hetet megnyert és háromszor játszott döntetlent. Ilyen jól még nem kezdett egy csapat sem a bajnokságban 1923 óta. A szezon végén a csapat kvalifikálta magát az Európa-ligába, miután a negyedik helyen zárta a 2019-2020-as bajnokságot. Az Európa ligában a 2.fordulóig jutott ahol büntetők után kiesett a román FCSB csapatával szemben. A 2020-2021-es idényben az 5. helyen végzett a csapat a szerb élvonalban. A 2022-2023-as szezont a bajnokság 2. helyén zárta a csapat, ezzel pedig kivívta a következő szezonbeli Bajnokok Ligája selejtezőjében való indulás jogát.

## Stadion
A labdarúgóklub a városi parkban található stadionban játssza mérkőzéseit, amely 4.100 ember befogadására alkalmas.
Az új stadiont 2021. szeptember 3-án adták át. A stadionavató mérkőzésen a hazai csapat 2:1-re legyőzte a Ferencváros csapatát.

## Sikerei
- Prva Liga:
  - Győztes (1): 2019

## Bajnoki múlt
| Szezon   | Osztály | Liga                             | Helyezés | Кupa         |
| -------- | ------- | -------------------------------- | -------- | ------------ |
| 2008/09. | 4       | Vajdasági Labdarúgó Liga Kelet   | 4.       |              |
| 2009/10. | 4       | Vajdasági Labdarúgó Liga Kelet   | 4.       |              |
| 2010/11. | 4       | Vajdasági Labdarúgó Liga Kelet   | 2.       |              |
| 2011/12. | 3       | Szerb Liga Vajdaság              | 10.      |              |
| 2012/13. | 3       | Szerb Liga Vajdaság              | 16.      |              |
| 2013/14. | 4       | Vajdasági Labdarúgó Liga Kelet   | 2.       |              |
| 2014/15. | 4       | Vajdaság északi labdarúgó ligája | 1.       |              |
| 2015/16. | 3       | Szerb Liga Vajdaság              | 2.       |              |
| 2016/17. | 3       | Szerb Liga Vajdaság              | 3.       |              |
| 2017/18. | 2       | Prva Liga Srbije                 | 4.       |              |
| 2018/19. | 2       | Prva Liga Srbije                 | 1.       | nyolcaddöntő |
| 2019/20. | 1       | Super Liga                       | 4.       | nyolcaddöntő |
| 2020/21. | 1       | Super Liga                       | 5.       | nyolcaddöntő |
| 2021/22. | 1       | Super Liga                       | 6.       | negyeddöntő  |

## Játékoskeret
Utolsó módosítás: 2023. október 25.
A vastaggal jelzett játékosok felnőtt válogatottsággal rendelkeznek.
A dőlttel jelzett játékosok kölcsönben szerepelnek a klubnál.
| Mezszám                | Név                 | Nemzetiség       | Születési hely      | Születési idő (kor)            | Korábbi csapat                | Érték(€)  | Szerződés lejárta |
| Kapusok                | Kapusok             | Kapusok          | Kapusok             | Kapusok                        | Kapusok                       | Kapusok   | Kapusok           |
| ---------------------- | ------------------- | ---------------- | ------------------- | ------------------------------ | ----------------------------- | --------- | ----------------- |
| 1                      | Nikola Simic        | SRB              | Belgrád             | 1996. december 21. (28 éves)   | FK Vojvodina                  | 200 000   | 2025.06.30.       |
| 12                     | Veljko Ilić         | SRB              | Belgrád             | 2003. július 21. (21 éves)     | FK Crvena zvezda U19          | 1 500 000 | 2025.06.30.       |
| 23                     | Nemanja Jorgić      | SRB              | Újvidék             | 1988. április 7. (37 éves)     | FK Cement Beočin              | 50 000    | 2024.06.30.       |
| Védők                  |                     |                  |                     |                                |                               |           |                   |
| 4                      | Josip Čalušić       | CRO              | Split               | 1993. október 11. (31 éves)    | NK Celje                      | 1 500 000 | 2024.06.30.       |
| 17                     | Goran Antonić       | SRB              | Szávaszentdemeter   | 1990. november 3. (34 éves)    | Alashkert FC                  | 700 000   | 2024.06.30.       |
| 18                     | Nemanja Stojic      | SRB              | Belgrád             | 1998. január 15. (27 éves)     | FK Metalac                    | 1 600 000 | 2025.06.13.       |
| 25                     | Mateja Djordjevic   | SRB              | Belgrád             | 2003. január 17. (22 éves)     | FK Voždovac                   | 900 000   | 2027.06.30.       |
| 29                     | Milos Cvetkovic     | SRB              | Belgrád             | 1990. január 6. (35 éves)      | FK Mladost Lučani             | 750 000   | 2024.06.30.       |
| 30                     | Nemanja Petrović    | SRB              | Valjevo             | 1992. április 17. (32 éves)    | FK Rad                        | 800 000   | 2024.06.30.       |
| 40                     | Dusan Cvetinovic    | SRB              | Szabács             | 1988. december 24. (36 éves)   | FK Radnički 1923              | 500 000   | 2024.06.30.       |
| 44                     | Vukasin Krstic      | SRB              | Újvidék             | 2003. április 13. (21 éves)    | FK Crvena zvezda U19          | 100 000   | 2024.06.30.       |
| 77                     | Jovan Vlalukin      | SRB              | Újvidék             | 1999. május 21. (25 éves)      | RFS                           | 350 000   | 2025.06.30.       |
| Középpályások          |                     |                  |                     |                                |                               |           |                   |
| 7                      | Milan Radin         | SRB              | Újvidék             | 1991. június 25. (33 éves)     | Dinamo Batumi                 | 250 000   | 2024.12.31.       |
| 11                     | Ivan Milosavljevic  | SRB              | Kragujevac          | 2000. március 19. (25 éves)    | FK Voždovac                   | 1 200 000 | 2025.06.30.       |
| 14                     | Petar Stanic        | SRB              | Pancsova            | 2001. augusztus 14. (23 éves)  | FK Crvena zvezda              | 700 000   | 2026.06.25.       |
| 21                     | Nikola Kuveljic     | SRB              | Belgrád             | 1997. április 6. (28 éves)     | Wisła Kraków SA               | 1 000 000 | 2026.06.30.       |
| 35                     | Ifet Djakovac       | SRB              | Sjenica             | 1997. december 5. (27 éves)    | FK Zlatibor Čajetina          | 2 500 000 | 2026.06.30.       |
| 37                     | Milos Vulic         | SRB              | Kruševac            | 1996. augusztus 19. (28 éves)  | Perugia Calcio                | 500 000   | 2025.06.30.       |
| Támadók                |                     |                  |                     |                                |                               |           |                   |
| 8                      | Saša Jovanovic      | SRB              | Lazarevac           | 1991. december 15. (33 éves)   | FK Mladost Lučani             | 1 200 000 | 2026.06.23.       |
| 9                      | Uros Milovanovic    | SRB              | Duisburg            | 2000. október 18. (24 éves)    | Sporting de Gijón             | 600 000   | 2024.06.30.       |
| 10                     | Martin Mircevski    | MKD              | Bitola              | 1997. február 11. (28 éves)    | Akademija Pandev              | 1 000 000 | 2024.12.31.       |
| 20                     | Aleksa Preradov     | SRB              | Újvidék             | 2005. július 15. (19 éves)     | Utánpótlásból került fel      | 25 000    | 2024.06.30.       |
| 27                     | Milos Pantovic      | SRB              | Újvidék             | 2002. augusztus 24. (22 éves)  | FK Voždovac                   | 2 200 000 | 2026.06.25.       |
| 32                     | Aleksandar Cirkovic | SRB              | Smederevska Palanka | 2001. szeptember 21. (23 éves) | PFK Krilja Szovetov Szamara   | 500 000   | 2024.06.30.       |
| 88                     | Sós Bence           | magyar           | Hódmezővásárhely    | 1994. május 10. (30 éves)      | Debreceni VSC                 | 275 000   | 2025.07.04.       |
| 97                     | Marko Rakonjac      | Montenegró · SRB | Bijelo Polje        | 2000. április 25. (24 éves)    | FK Lokomotyiv Moszkva         | 1 500 000 | 2024.06.30.       |
| 99                     | Ognjen Teofilovic   | SRB              | Belgrád             | 2006. szeptember 19. (18 éves) | Utánpótlásból került fel      | 25 000    | Nem publikus      |
| Kölcsönadott játékosok |                     |                  |                     |                                |                               |           |                   |
| Név                    | Poszt               | Nemzetiség       | Születési hely      | Születési idő (kor)            | Kölcsönben itt                | Érték (€) | Kölcsön lejárta   |
| Dusan Pavlovic         | védő                | SRB              | Belgrád             | 2004. május 19. (20 éves)      | FK Zemun                      | -         | 2024.06.30.       |
| Lazar Micic            | támadó              | SRB              | Belgrád             | 2003. február 17. (22 éves)    | FK Radnički Sremska Mitrovica | 250 000   | 2024.06.30.       |
| Nikola Colic           | támadó              | SRB              | Belgrád             | 2002. augusztus 17. (22 éves)  | RFK Novi Sad                  | 200 000   | 2023.12.31.       |

## Ismert játékosok
A csapat történetében több nemzetközi szinten is ismert játékos megfordult, akik főleg utánpótláskorukban tartoztak a klub kötelékébe, innen indult a labdarúgó karrierjük.
A klub egykori játékosai, akik nemzeti válogatottban is bemutatkoztak:
- Nikola Žigić
- Dušan Tadić
- Savo Pavićević
- Andrija Kaluđerović
- Mitar Peković
- Slobodan Batričević
- Nikica Klincsarszki
- Zlatko Krmpotić

További ismert játékosok:
- Dudás István
- Mitar Peković
- Könyves Norbert
- Čedomir Pavičević
- Petar Stanišić
- Nenad Todorović

## Sikercsapat
Jugoszláv labdarúgó bajnokság – másodosztály, nyugati csoport 1980-81 szezon (mérkőzés/gól):
Stanimirović 29, Agbaba 26/4, R.Bošković 26, Bošnjak 25, Brkić 25, Krivokapić 24/6, Ország (csapatkapitány) 24/2, Patarčić 23, Lukić 22/16, Perović 21, Rubin 20/2, Kovács S. 18/1, Lőrinc 16, Májer Z. 15, Verebes 15, Szalma 14, Futó 12/1 Sekulović 11/4, Savić 10/1 Bakić 6, Bilbija 4, Kazaferović 1
Jugoszláv labdarúgó bajnokság – másodosztály, nyugati csoport 1981-82 szezon (mérkőzés/gól):
Ország (csapatkapitány) 28, Kovács R. 27/2, Lukić 25/11, Bošnjak 25, Savić 22/5, Krivokapić 21/5, Agbaba 20/4, Mihović 19, R.Bošković 18/1, Bakić 18, Rubin 17, Patarčić 14, Futó 14, Mitić 13/6, Banjeglav 13, Lőrinc 12/1, Dudás 11, Verebes 11, Szalma 10, Knežević 10, Kovács S.Sz. 9, Zagorčić 6/1, Smiljanić 3, Sekulović 2/1, Kovács S.I. 2, Perović 1, Rekecki 1, Koščić 1
Jugoszláv labdarúgó bajnokság – másodosztály, keleti csoport 1983-84 szezon (mérkőzés/gól):
Kovács R. 32, Barjakterević 31, R.Bošković 30/4, Jablan 28/7, Bošnjak 26/3, Narandžić 25, Bakić 25, Agbaba 24/7, Ország (csapatkapitány) 24, Savić 21/5, Májer 19/1, Knežević 19/1, Mihović 18, Banjeglav 18, Patarčić 18, L.Pejović 16/6, Eper 16/3, Krivokapić 15/2, Pavićević 15, Bekvalac 11/1, Mitić 4, Kosovac 2, Dudás 1, Rekecki 1

## Nemzetközi mérkőzések
| Szezon  | Kupa        | Forduló   | Ellenfél             | Mérkőzés          |
| ------- | ----------- | --------- | -------------------- | ----------------- |
| 2020–21 | Európa-liga | 1.forduló | FC Petrocub Hîncești | 2-0 (i)           |
| 2020–21 | Európa-liga | 2.forduló | FCSB                 | 6-6 (bün:4-5) (o) |